# حديقة ماييلا الوطنية

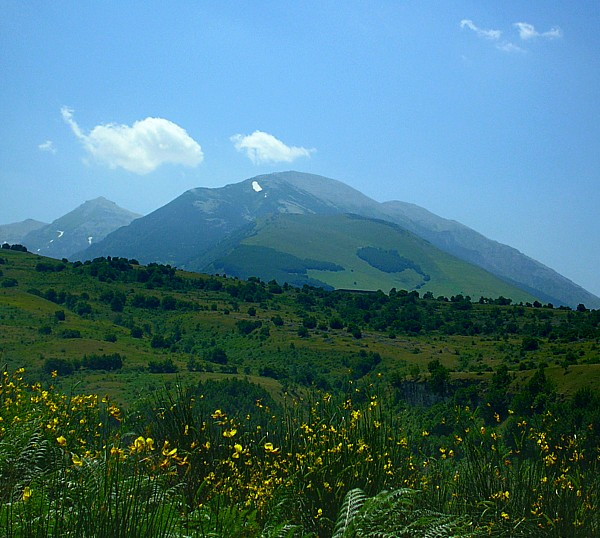
كتلة ماييلا الجبلية

حديقة ماييلا الوطنية (بالإيطالية: Parco Nazionale della Majella)‏ هي حديقة وطنية تقع في مقاطعات كييتي وبيسكارا ولاكويلا في إقليم أبروتسو في إيطاليا. تبلغ مساحتها 740.95 كم².